# Utz Richter
Utz Werner Richter (* 23. Juni 1927 in Olbendorf, Landkreis Strehlen, Niederschlesien; † 10. September 2015 in Hamburg) war ein deutscher Schauspieler, Hörspielsprecher und Synchronsprecher.

## Leben
Utz Richter war der ältere von zwei Kindern des Gutsbesitzerehepaares Alwin Ernst Richter und Waldtraut Ephigenie Richter, geb. Thomaschke. Im Alter von sieben Jahren zog die Familie nach Reichenau in der Nähe von Dresden. Dort wurde er eingeschult und legte kurz vor Kriegsende das Notabitur ab. Im Jahre 1948 ging er nach Hamburg. 1953 kam er zu Helmuth Gmelin an das Theater im Zimmer, bei dem er seine Schauspielausbildung ablegte und erste Bühnenerfahrungen sammelte. Weitere Spielorte waren unter anderem Schleswig, Düsseldorf, Frankfurt am Main, Berlin und seine Wahlheimat Hamburg. Hier trat er vorwiegend am Ernst-Deutsch-Theater und an den Hamburger Kammerspielen bei Ida Ehre auf. Zu seinen Stationen in Berlin gehörten das Hebbel-Theater, das Theater am Kurfürstendamm und das Theater des Westens. Als einer seiner wichtigsten Aufführungen an diesem Theater bezeichnete er die Rolle des Herrn Schultz in dem Erfolgsmusical Cabaret, in dem er zusammen mit Helen Schneider, Hildegard Knef und Wolfgang Reichmann auftrat.
1959 trat er in Seefeld (Tirol) bei den Außenaufnahmen zum zweiten Teil des Mehrteilers Am grünen Strand der Spree erstmals vor die Kamera. In dieser Episode, die in Norwegen spielte, verkörperte er neben Wolfgang Büttner, Hans Pössenbacher und Adolf Ziegler eine der Hauptfiguren. Obwohl der Mehrteiler im Folgejahr bei seiner Erstausstrahlung ein Straßenfeger wurde, wollte seine Film- und Fernsehkarriere nicht so recht in Gang kommen. Neben verschiedenen Nebenrollen spielte er 1968 in Herr Kannt gibt sich die Ehre die Titelrolle. In den späteren Jahren trat er auch in mehreren beliebten Fernsehserien auf. Eine seiner Lieblingsrollen war hier der Rechtsanwalt Kehlhausen in Diese Drombuschs mit Witta Pohl und Günter Strack.
Außerdem spielte er in Serien wie Polizeiruf 110, Unser Charly, Großstadtrevier oder Urlaub vom Leben mit. Seit den 1980er Jahren wirkte er auch als Synchronsprecher.
In Hörspielen war er des Öfteren in Serien wie Larry Brent, Macabros, TKKG, Geisterjäger John Sinclair, Fünf Freunde oder Die drei ??? zu hören. Seine markante Stimme war auch im Bluna-Werbespot zu hören („Sind wir nicht alle ein bisschen Bluna?“).
Utz Richter lebte in Hamburg und arbeitete bis ins hohe Alter, vor allem bei der Produktion von Hörbüchern und Werbespots.
Am 10. September 2015 starb Utz Richter mit 88 Jahren in Hamburg.
Die Urnenbeisetzung fand am 13. Oktober 2015 im Bereich der Kapelle 13 auf dem Friedhof Ohlsdorf statt.

## Filmografie
- 1960: Am grünen Strand der Spree; 2. Teil: Der General (als Leutnant Mitlöhner) – Regie: Fritz Umgelter
- 1961: Zwischen Montag und Samstag – Fernsehfilm – Regie: Konrad Swinarski
- 1963: Freunde wie Wölfe (als James) – Fernsehfilm – Regie: Heinz Schimmelpfennig
- 1968: Herr Kannt gibt sich die Ehre (als Herr Kannt) – Fernsehfilm – Regie: Frank Guthke
- 1969: Hals- und Beinbruch – Fernsehfilm – Regie: Ferry Olsen
- 1969: Zwischenmahlzeit, Unterhaltungssendung mit Gisela Schlüter (als er selbst)
- 1970: Der Tod des Deputierten Jean Jaurès (als Redakteur Dunois) – Regie: Frank Guthke
- 1973: Evarella – Regie: Werner Grassmann
- 1975: Eurogang; Folge: Die letzte Lieferung – Regie: Eberhard Pieper
- 1976: Krawatten für Olympia – Regie: Stefan Lukschy
- 1976: Feinde (als Jagodin) – Regie: Frank Guthke
- 1976: Ein Fall für Stein; Folge: Eine Nacht im Knast (als Vater) – Fernsehserie – Regie: Herbert Ballmann
- 1976: Das unwirkliche Ende des Siegfried Braun. Eine Detektiv-Geschichte in Rauschen des Korns (als Produzent) – Regie: Rainer Mathias Beck
- 1978: Die Eingeschlossenen – Fernsehfilm – Regie: Pinkas Braun
- 1979: St. Pauli-Landungsbrücken; Folge: Der Runner – Fernsehserie
- 1979: Ein Kapitel für sich – Fernseh-Mehrteiler – Regie: Eberhard Fechner
- 1980: Achtung Zoll!; Folge: Zwischenfall an der Grenze – Fernsehserie – Regie: Hermann Leitner
- 1981: Achtung Zoll!; Folge: Apoll – Regie: Hermann Leitner
- 1982: Wer spinnt denn da, Herr Doktor? (als Empfangschef) Regie: Stefan Lukschy
- 1983: Der Schnüffler (als Major Mahlke) – Regie: Ottokar Runze
- 1983: Keine Übung – Fernsehfilm – Regie: Trevor Peters
- 1985: Hallo Oma (als Pastor Remmer) – Fernsehserie – Regie: Manfred Seide
- 1986: Ein heikler Fall – Fernsehserie – Regie: Ottokar Runze
- 1989: Großstadtrevier; Folge: Ein ganz normaler Tag – Fernsehserie – Regie: Christian Görlitz
- 1989: Traffik (als Gerichtspräsident) – Fernseh-Mehrteiler
- 1990: Diese Drombuschs; Folge: Der falsche Weg (als Rechtsanwalt Kehlhausen) – Fernsehserie – Regie: Michael Meyer
- 1990: Das Geld liegt auf der Bank (Alfred Kühne) von Curth Flatow – Regie: Isolde Müller-Rinker (Aufzeichnung aus dem Theater am Kurfürstendamm)
- 1994: Nicht von schlechten Eltern; Folge: Reifeprüfung (als Erwin Schmidt) – Fernsehserie – Regie: Rainer Boldt
- 1995: Schlag weiter, kleines Kinderherz! (als Sebastians Vater) – Fernsehfilm – Regie: Michael Werlin
- 2000: Heimatgeschichten; Folge: O Tannenbaum (als Albert) – Fernsehserie – Regie: Karin Hercher
- 2001: Unser Charly; Folge: Bye Bye Andrea (als Herr Busche) – Fernsehserie – Regie: Karin Hercher
- 2001: Polizeiruf 110 – Seestück mit Mädchen (Fernsehreihe) – Regie: Helmut Förnbacher und Hans-Erich Viet
- 2002: Der Ermittler; Folge: Mädchenmord – Fernsehserie – Regie: Nils Willbrandt
- 2005: Urlaub vom Leben (als Herr Mahn) – Regie: Neele Vollmar

## Nichtkommerzielle Hörspiele
- 1951: Jacobowsky und der Oberst (als Salomon) – Regie: Walter Knaus
- 1960: Simson Silverman (Stimme) – Regie: Ulrich Lauterbach
- 1961: Der Hofmeister (als Pätus) – Regie: Walter Knaus
- 1962: Die Jagd nach dem Täter (Folge: Der Dilettant) (Ein Herr, Hotelgast) – Regie: S. O. Wagner
- 1964: Schmutzige Hände (als Karl) – Regie: Joachim Hoene
- 1970: Überfall am hellichten Tag (als Kriminal-Assistent) – Regie: Heinz Dieter Köhler
- 1970: Auf Gedeih und Verderb (A la vie - à la mort) (als Maurice Mercey) – Regie: Rolf von Goth
- 1980: Zwischen den Akten (Mann) – Regie: Sylvia Molzer
- 1987: Unten die Stadt – Regie: Marianne Therstappen
- 1988: Die Maschine, die sprechen kann (als Hauptdarsteller) – 18-teiliges Hörspiel – Regie: Lothar Schluck
- 1990: Johannes – 15-teiliges Hörspiel – Regie: Lothar Schluck
- 1994: Im Zauberland (1. Marrane) – Hörspiel-Sechsteiler – Regie: Axel Fidelak, Paul Hartmann und Uta Beth
- 1998: Die Ahnung (als Concierge) – Regie: Irene Schuck